# Svaltingordningen
Svaltingordningen (Alismatales) är en ordning av enhjärtbladiga växter. Ordningen omfattar omkring 3 780 arter i 13 familjer och dessa växter finns över hela världen. De flesta är örtartade och inte suckulenta och växer oftast i fuktiga omgivningar. 
Tidigare (fram till 2012-11-21) har svaltingordningen varit inordnad i klassen Gömfröväxter (Magnoliophyta).

## Familjer
Följande familjer tillhör svaltingordningen enligt Catalogue of life:
- Bandtångsväxter (Zosteraceae)
- Blomvassväxter (Butomaceae)
- Cymodoceaceae
- Dybladsväxter (Hydrocharitaceae)
- Kallaväxter (Araceae)
- Kallgräsväxter (Scheuchzeriaceae)
- Kärrliljeväxter (Tofieldiaceae)
- Nateväxter (Potamogetonaceae)
- Natingväxter (Ruppiaceae)
- Neptunigräsväxter (Posidoniaceae)
- Svaltingväxter (Alismataceae)
- Sältingväxter (Juncaginaceae)
- Vattenaxväxter (Aponogetonaceae)

I det äldre Cronquistsystemet ingick endast svaltingväxter, blomvassväxter och nymfblommeväxter i Alismatales. Övriga familjer var utspridda i andra ordningar. Detta resulterade emellertid i polyfyletiska grupper, vilket åtgärdats genom att samla familjerna i Alismatales istället.
Familjen Petrosaviaceae har ingått i Alismatales, men det är oklart hur nära släkt den är med övriga familjer. Den är nu inte placerad i någon ordning. Tidigare fanns även en ordning Arales, men familjerna i den ingår nu i Alismatales och därmed är kallaväxterna den största familjen i ordningen med över 2 000 arter i omkring 100 släkten. Övriga familjer innehåller sammanlagt endast omkring 500 arter.